# Scott Shields
Pour les articles homonymes, voir Shields.
Scott Shields (né le 26 novembre 1969 à Glasgow) est musicien écossais, plus connu comme un membre du second groupe de Joe Strummer, The Mescaleros.

## Biographie
Le premier groupe de Scott Shields fut « G.U.N. », dans lequel il était batteur. À la fin des années 1990, il rejoignit « Bond », où il rencontra Martin Slattery.
Au début de 1999, Scott Shields rentra dans le groupe Joe Strummer & The Mescaleros, à l'origine pour jouer de la basse. Plus tard, il devint guitare lead du groupe, après l'arrivée de Simon Stafford.
Il y resta jusqu'à la mort de Joe Strummer en décembre 2002.
Il a coécrit de nombreuses chansons sur les albums Global a Go-Go et Streetcore, tout en les coproduisant avec Martin Slattery.
Scott Shields a également produit et écrit des titres pour de nombreuses bandes originales de film.

## Discographie
- Taking on the World - G.U.N. - 1989
- Gallus - G.U.N. - 1992
- Bang out of Order - Bond - 1998
- Rock Art and the X-Ray Style - Joe Strummer & the Mescaleros - 1999
- Bend it Like Beckham - B.O. de Joue-la comme Beckham - 2001
- Gypsy Woman - B.O. - 2001
- Fat Chance - Biscuit Boy - 2001
- Global a Go-Go - Joe Strummer & the Mescaleros - 2001
- Black Hawk Down - B.O. de La Chute du faucon noir - 2002
- From Filthy Tongue of Gods and Griots - Dälek - 2002
- 2 A.M. - Yamama'nym - 2003
- Fat Chance - Paul Heaton - 2003
- Never, Never, Land - UNKLE - 2003
- Streetcore - Joe Strummer & the Mescaleros - 2003
- Absence - Dälek - 2004
- Involver - Sasha - 2004
- Marble Index - The Marble Index - 2004
- I Believe - The Marble Index - 2006
- Self Defence - UNKLE - 2006